# ماكوتو كيتانو
ماكوتو كيتانو (باليابانية: 北野 誠) (17 يوليو 1967 في تاكاماتسو في اليابان – )؛ هو لاعب كرة قدم ياباني سابق كان يلعب كمهاجم.

## وصلات خارجية
- ماكوتو كيتانو على موقع قاعدة بيانات كرة القدم.إي يو (الإنجليزية)
- ماكوتو كيتانو على موقع Soccerway.com (الإنجليزية)
- ماكوتو كيتانو على موقع عالم كرة القدم.نت (الإنجليزية)

- J.League Data Site (باليابانية)